# Chlorophytum heynei
Chlorophytum heynei är en sparrisväxtart som beskrevs av John Gilbert Baker. Chlorophytum heynei ingår i släktet ampelliljor, och familjen sparrisväxter. Inga underarter finns listade i Catalogue of Life.